# 都喜天阙
都喜天闕股份有限公司，簡稱都喜天闕、都喜天闕股份屬於泰國公司，又名為杜斯特泰尼有限公司、杜斯特泰尼股份有限公司、杜斯特泰尼股份，以及杜斯特泰尼（英語：Dusit Thani Public Company Limited），在1948年由名譽主席Thanpuying Chanut創立一家酒店連鎖集團，而香港上市公司的，建生國際集團有限公司持有10.28%股權。現時由 Chanin Donavanik 為董事會總裁。
而主要品牌包括都喜天阙酒店及度假村（Dusit Thani Hotels & Resorts）、都喜D2酒店及度假村（dusitD2 hotels & resorts）、都喜公主酒店及度假村（Dusit Princess Hotels & Resorts）、都喜滴花妍酒店及度假村（Dusit Devarana Hotels & Resorts），以及都喜居服务式公寓（Dusit Residence Serviced Apartments）。現時在泰國以及海外地區已達至22家。

## 連結
- Dusit.com （页面存档备份，存于）